# Elis & Tom
Elis & Tom es un álbum editado en 1974 por Antonio Carlos Jobim y Elis Regina. Fue grabado entre el 24 de febrero y el 9 de marzo de ese año en MGM Studios, Los Ángeles, Estados Unidos.
En el año 2004 se publicó una edición especial por Trama; ésta contiene un CD de Audio con las 14 pistas remasterizadas del álbum original y un DVD con los 14 temas originales y 2 bonus track en versión DVD-Video 5.1 Dolby Digital AC3 y DTS, y en versiones DVD-Audio MLP y Stereo PCM.

## Lista de canciones
1. "Águas de Março" (Antonio Carlos Jobim) – 3:32
2. "Pois É" (Jobim, Chico Buarque) – 1:43
3. "Só Tinha de Ser Com Você" (Jobim, Aloysio de Oliveira) – 3:49
4. "Modinha" (Jobim, Vinicius de Moraes) – 2:16
5. "Triste" (Jobim) – 2:39
6. "Corcovado" (Jobim) – 3:53
7. "O Que Tinha de Ser" (Jobim, Moraes) – 1:43
8. "Retrato Em Branco E Preto" (Jobim, Buarque) – 3:03
9. "Brigas, Nunca Mais" (Jobim, Moraes) – 1:39
10. "Por Toda A Minha Vida" (Jobim, Moraes) – 2:04
11. "Fotografía" (Jobim) – 2:46
12. "Soneto de Separação" (Jobim, Moraes) – 2:20
13. "Chovendo Na Roseira" (Jobim) – 3:11
14. "Inútil Paisagem" (Jobim, Oliveira) – 3:08

Personal
- Antonio Carlos Jobim - piano, voz
- Elis Regina - voz
- César Camargo Mariano - piano
- Helio Delmiro - guitarra
- Oscar Castro Neves - guitarra
- Luizão Maia - bajo
- Paulo Braga - batería
- Chico Batera - percusión
- Bill Hitchcock - dirección

Para la edición en CD/DVD del 2004 los productores fueron César Camargo Mariano, André Szajman y João Marcello Bôscoli.
- Datos: Q2517108